# Чемпионат СССР по лёгкой атлетике 1985
Чемпионат СССР по лёгкой атлетике 1985 года проходил с 1 по 4 августа в Ленинграде на стадионе имени С. М. Кирова. Город во второй раз в истории принимал национальное первенство (впервые — в 1952 году). На протяжении четырёх дней был разыгран 41 комплект медалей.
Несмотря на дождь, прошедший незадолго до финала, высочайшие результаты показали мужчины в секторе для тройного прыжка. В первых попытках лидерство в соревнованиях захватил Владимир Черников, дважды улучшивший рекорд Узбекской ССР — 17,22 м и 17,35 м. Однако в итоге ему не удалось попасть даже в тройку призёров. Чемпионское звание завоевал Олег Проценко, установивший новый рекорд Европы — 17,69 м. Всего девять сантиметров проиграл ему Владимир Плеханов, превысивший прежнее всесоюзное достижение. Третье место занял Василий Грищенков, теперь уже экс-рекордсмен страны, с результатом 17,43 м.
Помимо достижения Проценко, на чемпионате также было установлено несколько рекордов СССР. В беге на 400 метров среди женщин Ольга Владыкина на 0,02 секунды улучшила собственный результат годичной давности и во второй раз в карьере преодолела круг по стадиону быстрее 49 секунд — 48,96. Её преимущество над серебряным призёром Марией Пинигиной составило более секунды.
Александр Васильев повторил собственный рекорд страны в беге на 400 метров с барьерами. Как и 17 июля в Осло, он показал результат 48,33.
На неолимпийской дистанции 5000 метров среди женщин отличилась Ольга Бондаренко: её время 15.05,31 стало новым национальным рекордом. Бегунья из Волгограда в 1985 году выиграла все национальные титулы в беге на длинные дистанции по дорожке стадиона: 3000 метров на зимнем первенстве страны, 10 000 метров, а также 3000 и 5000 метров на летнем чемпионате СССР.
Вне конкурса в Ленинграде была проведена мужская эстафета 4×1500 метров, в которой сборная СССР (Анатолий Калуцкий, Павел Яковлев, Анатолий Легеда, Игорь Лоторёв) установила новый национальный рекорд (14.45,63). Женщины, также вне программы чемпионата, предприняли попытку побить мировой рекорд в эстафете 4×800 метров (7.50,17). Однако сборная из Екатерины Подкопаевой, Надежды Лобойко, Надежды Олизаренко и Равили Аглетдиновой уступила прошлогоднему достижению советской команды 2 секунды — 7.52,24.
В ходьбе на 50 км Андрей Перлов стал вторым легкоатлетом в мировой истории, «разменявшим» 3 часа 40 минут — 3:39.47. Прежде эту дистанцию быстрее преодолевал лишь Рональд Вайгель из ГДР (3:38.31, 1984 год). Результат Перлова не был зарегистрирован как рекорд, так как на тот момент Федерация лёгкой атлетики СССР официально ратифицировала только результаты, показанные на дорожке стадиона (в Ленинграде трасса была проложена по шоссе).
Ряд результатов высокого класса был показан и в остальных дисциплинах. Так, в женском финале на 800 метров все 8 участниц закончили дистанцию быстрее 2-х минут (восьмое место — 1.59,59), у мужчин на 1500 метров семь человек выбежали из 3 минут 40 секунд. Все три призёра в прыжке в длину у женщин покорили 7-метровый рубеж, Тамара Быкова стала сильнейшей в прыжке в высоту с результатом 2,00 м.
В течение 1985 года в различных городах были проведены также чемпионаты СССР в отдельных дисциплинах лёгкой атлетики:
- 23 февраля — зимний чемпионат СССР по спортивной ходьбе (Алушта)
- 23—24 февраля — зимний чемпионат СССР по метаниям (Адлер)
- 2 марта — чемпионат СССР по кроссу (Кисловодск)
- 5 мая — чемпионат СССР по кроссу (Челябинск)
- 9 июня — чемпионат СССР по бегу на 10 000 метров среди женщин (Москва)
- 15 июня — чемпионат СССР по марафону (Могилёв)

## Призёры

### Мужчины
| Дисциплина                          | Золото                                                                                     | Золото             | Серебро                                                                           | Серебро            | Бронза                                                                             | Бронза             |
| ----------------------------------- | ------------------------------------------------------------------------------------------ | ------------------ | --------------------------------------------------------------------------------- | ------------------ | ---------------------------------------------------------------------------------- | ------------------ |
| 100 м (ветер: −0,3 м/с)             | Владимир Муравьёв Трудовые резервы Караганда                                               | 10,28              | Андрей Шляпников Динамо Москва                                                    | 10,35              | Александр Семёнов Советская Армия Москва                                           | 10,36              |
| 200 м                               | Александр Евгеньев Динамо Ленинград                                                        | 20,49              | Андрей Федорив Динамо Львов                                                       | 20,94              | Анатолий Литвинов Динамо Липецк                                                    | 20,99              |
| 400 м                               | Владимир Крылов Динамо Ульяновск                                                           | 45,54              | Александр Трощило Трудовые резервы Минск                                          | 45,72              | Владимир Просин Профсоюзы Саратов                                                  | 46,06              |
| 800 м                               | Виктор Землянский Динамо Ленинград                                                         | 1.44,93            | Анатолий Миллин Урожай Чебоксары                                                  | 1.45,50            | Сергей Куцебо Буревестник Ленинград                                                | 1.45,81            |
| 1500 м                              | Игорь Лоторёв Советская Армия Курск                                                        | 3.36,09            | Павел Яковлев Советская Армия Улан-Удэ                                            | 3.36,73            | Анатолий Калуцкий Советская Армия Челябинск                                        | 3.37,26            |
| 5000 м                              | Геннадий Темников Советская Армия Улан-Удэ                                                 | 13.35,63           | Анатолий Крохмалюк Урожай Винница                                                 | 13.37,75           | Виктор Чумаков Динамо Минск                                                        | 13.37,92           |
| 10 000 м                            | Андрей Кузнецов Советская Армия Хабаровск                                                  | 28.17,88           | Валерий Абрамов Динамо Московская область                                         | 28.23,73           | Олег Стрижаков Динамо Тбилиси                                                      | 28.26,96           |
| 3000 м с препятствиями              | Иван Коновалов Локомотив Иркутск                                                           | 8.25,98            | Сергей Епишин Советская Армия Московская область                                  | 8.29,03            | Александр Загоруйко Урожай Винница                                                 | 8.32,58            |
| 110 м с барьерами (ветер: +0,3 м/с) | Сергей Усов Динамо Ташкент                                                                 | 13,65              | Игорь Казанов Динамо Рига                                                         | 13,68              | Вячеслав Устинов Динамо Москва                                                     | 13,79              |
| 400 м с барьерами                   | Александр Васильев Советская Армия Минск                                                   | 48,33              | Тагир Земсков Трудовые резервы Ленинград                                          | 49,33              | Николай Ильченко Урожай Душанбе                                                    | 49,43              |
| Прыжок в высоту                     | Игорь Паклин Буревестник Фрунзе                                                            | 2,32 м             | Александр Котович Советская Армия Киев                                            | 2,29 м             | Сергей Засимович Советская Армия Алма-Ата                                          | 2,25 м             |
| Прыжок в высоту                     | Игорь Паклин Буревестник Фрунзе                                                            | 2,32 м             | Александр Котович Советская Армия Киев                                            | 2,29 м             | Юрий Сергиенко Динамо Ворошиловград                                                | 2,25 м             |
| Прыжок с шестом                     | Василий Бубка Профсоюзы Донецк                                                             | 5,75 м             | Виктор Спасов Буревестник Киев                                                    | 5,60 м             | Павел Богатырёв Советская Армия Иркутск                                            | 5,60 м             |
| Прыжок в длину                      | Сергей Лаевский Буревестник Днепропетровск                                                 | 8,19 м (+0,9 м/с)  | Юрий Самарин Советская Армия Днепропетровск                                       | 8,09 м             | Роберт Эммиян Труд Ленинакан                                                       | 8,02 м             |
| Тройной прыжок                      | Олег Проценко Динамо Московская область                                                    | 17,69 м (+1,0 м/с) | Владимир Плеханов Профсоюзы Москва                                                | 17,60 м (+0,6 м/с) | Василий Грищенков Динамо Ленинград                                                 | 17,43 м (+0,5 м/с) |
| Толкание ядра                       | Сергей Смирнов Советская Армия Ленинград                                                   | 21,41 м            | Сергей Донских Динамо Ленинград                                                   | 20,70 м            | Янис Боярс Урожай Рига                                                             | 20,40 м            |
| Метание диска                       | Георгий Колноотченко Динамо Минск                                                          | 65,46 м            | Юрий Думчев Советская Армия Москва                                                | 65,38 м            | Дмитрий Ковцун Трудовые резервы Киев                                               | 63,62 м            |
| Метание молота                      | Игорь Григораш Труд Ивано-Франковск                                                        | 77,66 м            | Юри Тамм Советская Армия Киев                                                     | 77,42 м            | Василий Сидоренко Труд Волгоград                                                   | 76,78 м            |
| Метание копья                       | Сергей Гаврась Спартак Сумы                                                                | 84,90 м            | Юрий Смирнов Динамо Рига                                                          | 83,56 м            | Юрий Новиков Динамо Воронеж                                                        | 83,16 м            |
| Десятиборье                         | Сергей Попов Профсоюзы Днепродзержинск                                                     | 8206 очков         | Александр Невский Динамо Киев                                                     | 8140 очков         | Вальтер Кюльвет Труд Тарту                                                         | 8132 очка          |
| Ходьба на 20 км                     | Виктор Мостовик Динамо Кишинёв                                                             | 1:21.33            | Анатолий Горшков Динамо Киев                                                      | 1:22.27            | Сергей Процышин Труд Львов                                                         | 1:22.33            |
| Ходьба на 50 км                     | Андрей Перлов Динамо Новосибирск                                                           | 3:39.47            | Вениамин Николаев Буревестник Чебоксары                                           | 3:41.51            | Евгений Евсюков Советская Армия Сочи                                               | 3:42.04            |
| Эстафета 4×100 м                    | Динамо-II Владимир Кравцов Андрей Федорив Анатолий Литвинов Андрей Доканев                 | 39,26              | Трудовые резервы Николай Ануфриев Бесик Гоциридзе Владимир Муравьёв Борис Никулин | 39,36              | Динамо-I Виктор Брызгин Николай Юшманов Андрей Шляпников Владимир Шершень          | 39,45              |
| Эстафета 4×400 м                    | Советская Армия Николай Чернецкий Вячеслав Кочерягин Александр Курочкин Александр Васильев | 3.04,58            | Динамо Павел Рощин Анатолий Мельников Владимир Володько Владимир Крылов           | 3.06,36            | Локомотив Артур Писарев Владимир Завгородний Валерий Стародубцев Анатолий Коломоец | 3.08,69            |

### Женщины
| Дисциплина                          | Золото                                                                            | Золото            | Серебро                                                                      | Серебро           | Бронза                                                                        | Бронза            |
| ----------------------------------- | --------------------------------------------------------------------------------- | ----------------- | ---------------------------------------------------------------------------- | ----------------- | ----------------------------------------------------------------------------- | ----------------- |
| 100 м (ветер: −1,0 м/с)             | Марина Жирова Трудовые резервы Московская область                                 | 11,07             | Антонина Настобурко Спартак Никополь                                         | 11,27             | Наталья Помощникова Буревестник Москва                                        | 11,28             |
| 200 м (ветер: +0,3 м/с)             | Эльвира Барбашина Буревестник Ташкент                                             | 22,50             | Марина Молокова Урожай Иркутск                                               | 22,76             | Наталья Бочина Динамо Ленинград                                               | 22,76             |
| 400 м                               | Ольга Владыкина Динамо Ворошиловград                                              | 48,96             | Мария Пинигина Спартак Киев                                                  | 50,19             | Ирина Назарова Динамо Москва                                                  | 50,25             |
| 800 м                               | Равиля Аглетдинова Урожай Минск                                                   | 1.56,24           | Надежда Олизаренко Советская Армия Одесса                                    | 1.56,25           | Екатерина Подкопаева Динамо Московская область                                | 1.56,65           |
| 1500 м                              | Равиля Аглетдинова Урожай Минск                                                   | 3.59,10           | Наталья Артёмова Динамо Ленинград                                            | 3.59,28           | Екатерина Подкопаева Динамо Московская область                                | 4.01,96           |
| 3000 м                              | Ольга Бондаренко Советская Армия Волгоград                                        | 8.42,19           | Замира Зайцева Советская Армия Андижан                                       | 8.43,76           | Татьяна Позднякова Советская Армия Улан-Удэ                                   | 8.44,68           |
| 5000 м                              | Ольга Бондаренко Советская Армия Волгоград                                        | 15.05,31          | Людмила Матвеева Профсоюзы Уфа                                               | 15.16,27          | Марина Родченкова Буревестник Москва                                          | 15.19,26          |
| 100 м с барьерами (ветер: +0,3 м/с) | Вера Акимова Советская Армия Москва                                               | 12,59             | Светлана Гусарова Советская Армия Алма-Ата                                   | 12,61             | Надежда Коршунова Спартак Харьков                                             | 12,71             |
| 400 м с барьерами                   | Марина Степанова Труд Ленинград                                                   | 54,37             | Татьяна Павлова Спартак Киевская область                                     | 55,03             | Марина Котенёва Труд Харьков                                                  | 55,16             |
| Прыжок в высоту                     | Тамара Быкова Буревестник Ростов-на-Дону                                          | 2,00 м            | Лариса Косицына Урожай Московская область                                    | 1,97 м            | Людмила Петрусь Урожай Минск                                                  | 1,94 м            |
| Прыжок в длину                      | Елена Коконова Трудовые резервы Алма-Ата                                          | 7,12 м (+0,6 м/с) | Ирина Валюкевич Трудовые резервы Минск                                       | 7,07 м (+0,4 м/с) | Елена Белевская Трудовые резервы Минск                                        | 7,00 м (+0,7 м/с) |
| Толкание ядра                       | Наталья Лисовская Спартак Москва                                                  | 20,74 м           | Нуну Абашидзе Динамо Одесса                                                  | 19,87 м           | Наталья Ахрименко Профсоюзы Ленинград                                         | 19,18 м           |
| Метание диска                       | Любовь Зверкова Труд Волгоград                                                    | 65,80 м           | Елена Ковалёва Спартак Московская область                                    | 63,72 м           | Татьяна Лесовая Трудовые резервы Алма-Ата                                     | 62,48 м           |
| Метание копья                       | Наталья Коленчукова Труд Могилёв                                                  | 69,86 м           | Елена Медведева Советская Армия Москва                                       | 65,68 м           | Тересе Некрошайте Труд Каунас                                                 | 62,96 м           |
| Семиборье                           | Наталья Шубенкова Динамо Барнаул                                                  | 6510 очков        | Наталья Грачёва Труд Никополь                                                | 6427 очков        | Екатерина Смирнова Труд Андропов                                              | 6344 очка         |
| Ходьба на 10 000 м                  | Вера Осипова Динамо Новосибирск                                                   | 44.55,0           | Ольга Криштоп Динамо Новосибирск                                             | 45.02,0           | Наталья Сербиненко Буревестник Донецк                                         | 45.09,9           |
| Эстафета 4×100 м                    | Буревестник Надежда Рощупкина Наталья Помощникова Ирина Слюсарь Эльвира Барбашина | 43,65             | Урожай Оксана Полоник Марина Молокова Майя Азарашвили Винета Икауниеце       | 44,09             | Спартак Антонина Настобурко Наталья Герман Надежда Коршунова Ольга Строганова | 44,11             |
| Эстафета 4×400 м                    | Динамо Ирина Назарова Ольга Владыкина Татьяна Алексеева Татьяна Смеян             | 3.25,53           | Спартак Мария Пинигина Людмила Джигалова Татьяна Павлова Надежда Заболотнева | 3.26,61           | Зенит Ольга Назарова Людмила Белова Лариса Лесных Наталья Цирук               | 3.28,82           |

## Зимний чемпионат СССР по спортивной ходьбе
Зимний чемпионат СССР по спортивной ходьбе прошёл 23 февраля 1985 года на стадионе олимпийской базы «Спартак» в Алуште, Украинская ССР.

### Мужчины
| Дисциплина         | Золото                                 | Золото  | Серебро                            | Серебро | Бронза                                   | Бронза  |
| ------------------ | -------------------------------------- | ------- | ---------------------------------- | ------- | ---------------------------------------- | ------- |
| Ходьба на 10 000 м | Франц Костюкевич Белорусская ССР Минск | 39.44,5 | Александр Бояршинов РСФСР Кемерово | 39.47,2 | Виктор Мостовик Молдавская ССР Тирасполь | 39.56,0 |

### Женщины
| Дисциплина       | Золото                                | Золото  | Серебро                                  | Серебро | Бронза                          | Бронза  |
| ---------------- | ------------------------------------- | ------- | ---------------------------------------- | ------- | ------------------------------- | ------- |
| Ходьба на 5000 м | Александра Григорьева РСФСР Чебоксары | 22.14,7 | Наталья Сербиненко Украинская ССР Донецк | 22.15,2 | Ольга Криштоп РСФСР Новосибирск | 22.19,0 |

## Зимний чемпионат СССР по метаниям
Зимний чемпионат СССР по метаниям прошёл 23—24 февраля в Адлере на стадионе «Трудовые резервы» и спортивной базе ДСО Профсоюзов.

### Мужчины
| Дисциплина     | Золото                                  | Золото  | Серебро                           | Серебро | Бронза                               | Бронза  |
| -------------- | --------------------------------------- | ------- | --------------------------------- | ------- | ------------------------------------ | ------- |
| Метание диска  | Вацлавас Кидикас Советская Армия Каунас | 62,12 м | Сергей Лукашок Динамо Минск       | 61,12 м | Юрий Думчев Советская Армия Москва   | 60,94 м |
| Метание молота | Игорь Никулин Советская Армия Ленинград | 76,50 м | Юрий Седых Советская Армия Москва | 75,66 м | Анатолий Чюжас Советская Армия Минск | 75,00 м |
| Метание копья  | Юрий Новиков Динамо Воронеж             | 86,06 м | Владислав Королёв Труд Ленинград  | 84,18 м | Марек Калета Труд Таллин             | 82,50 м |

### Женщины
| Дисциплина    | Золото                                   | Золото  | Серебро                                    | Серебро | Бронза                            | Бронза  |
| ------------- | ---------------------------------------- | ------- | ------------------------------------------ | ------- | --------------------------------- | ------- |
| Метание диска | Эллина Зверева Динамо Московская область | 64,16 м | Галина Савинкова Динамо Московская область | 62,28 м | Лариса Михальченко Динамо Харьков | 59,02 м |
| Метание копья | Наталья Коленчукова Труд Могилёв         | 65,06 м | Ольга Гаврилова Спартак Ленинград          | 62,14 м | Тересе Некрошайте Труд Каунас     | 58,60 м |

## Чемпионат СССР по кроссу
Чемпионат СССР по кроссу 1985 года состоялся 2 марта в Кисловодске, РСФСР.

### Мужчины
| Дисциплина  | Золото                               | Золото  | Серебро                       | Серебро | Бронза                                          | Бронза  |
| ----------- | ------------------------------------ | ------- | ----------------------------- | ------- | ----------------------------------------------- | ------- |
| Кросс 5 км  | Ринат Алтынгужин РСФСР Челябинск     | 14.54,6 | Николай Тонин РСФСР Чебоксары | 14.55,8 | Александр Мокринский Украинская ССР Севастополь | 14.56,2 |
| Кросс 12 км | Виктор Чумаков Белорусская ССР Минск | 37.31,8 | Иван Коновалов РСФСР Иркутск  | 37.32,2 | Сергей Наволокин Казахская ССР Джамбул          | 37.32,4 |

### Женщины
| Дисциплина | Золото                            | Золото  | Серебро                        | Серебро | Бронза                                     | Бронза  |
| ---------- | --------------------------------- | ------- | ------------------------------ | ------- | ------------------------------------------ | ------- |
| Кросс 3 км | Людмила Медведева Москва          | 9.46,4  | Нина Едовина РСФСР Архангельск | 9.48,0  | Светлана Гуськова Молдавская ССР Тирасполь | 9.51,2  |
| Кросс 5 км | Татьяна Позднякова РСФСР Улан-Удэ | 16.58,2 | Марина Родченкова Москва       | 17.01,6 | Алла Юшина Москва                          | 17.04,4 |

## Чемпионат СССР по кроссу
5 мая 1985 года в финале Всесоюзного кросса, посвящённого Дню победы, были разыграны медали чемпионата СССР на дистанции 10 км у мужчин и 4 км у женщин. Соревнования прошли в Челябинске в Парке культуры и отдыха имени Ю. Гагарина.

### Мужчины
| Дисциплина  | Золото                                 | Золото  | Серебро                      | Серебро | Бронза                           | Бронза  |
| ----------- | -------------------------------------- | ------- | ---------------------------- | ------- | -------------------------------- | ------- |
| Кросс 10 км | Геннадий Фишман Белорусская ССР Гродно | 28.45,0 | Иван Коновалов РСФСР Иркутск | 28.46,0 | Геннадий Темников РСФСР Улан-Удэ | 28.46,0 |

### Женщины
| Дисциплина | Золото                       | Золото  | Серебро                               | Серебро | Бронза                              | Бронза  |
| ---------- | ---------------------------- | ------- | ------------------------------------- | ------- | ----------------------------------- | ------- |
| Кросс 4 км | Ирина Можарова РСФСР Саратов | 12.39,2 | Регина Нидерите Литовская ССР Вильнюс | 12.39,7 | Татьяна Зуева Молдавская ССР Бельцы | 12.41,8 |

## Чемпионат СССР по бегу на 10 000 метров среди женщин
Победители чемпионата страны в беге на 10 000 метров среди женщин определились 9 июня в Москве на Центральном стадионе имени В. И. Ленина в рамках XXVIII Мемориала братьев Знаменских. Ольга Бондаренко защитила звание чемпионки СССР, добытое годом ранее.

### Женщины
| Дисциплина | Золото                           | Золото   | Серебро                                    | Серебро  | Бронза                              | Бронза   |
| ---------- | -------------------------------- | -------- | ------------------------------------------ | -------- | ----------------------------------- | -------- |
| 10 000 м   | Ольга Бондаренко РСФСР Волгоград | 31.25,18 | Светлана Гуськова Молдавская ССР Тирасполь | 31.57,80 | Елизавета Браду Латвийская ССР Рига | 32.25,62 |

## Чемпионат СССР по марафону
Чемпионат СССР по марафону состоялся 15 июня 1985 года в Могилёве, Белорусская ССР.

### Мужчины
| Дисциплина | Золото                     | Золото  | Серебро                              | Серебро | Бронза                               | Бронза  |
| ---------- | -------------------------- | ------- | ------------------------------------ | ------- | ------------------------------------ | ------- |
| Марафон    | Пётр Салтыков РСФСР Глазов | 2:12.09 | Владимир Никитюк Украинская ССР Киев | 2:12.25 | Александр Хлынин Украинская ССР Киев | 2:12.27 |

### Женщины
| Дисциплина | Золото                               | Золото  | Серебро                                    | Серебро | Бронза                               | Бронза  |
| ---------- | ------------------------------------ | ------- | ------------------------------------------ | ------- | ------------------------------------ | ------- |
| Марафон    | Раиса Смехнова Белорусская ССР Минск | 2:32.00 | Екатерина Храменкова Белорусская ССР Минск | 2:32.24 | Валентина Устинова РСФСР Новосибирск | 2:34.27 |